# Wilhelm Buddenberg (Fußballspieler)
Wilhelm Buddenberg (* 28. Oktober 1928; † 1990) war ein deutscher Fußballspieler.

## Karriere
Buddenberg gehörte von 1948 bis 1950 Borussia Dortmund in der Oberliga West, in einer von seinerzeit fünf höchsten deutschen Spielklassen, an und wurde in lediglich fünf Punktspielen eingesetzt. Sein Debüt am 27. März 1949 (23. Spieltag) bei der 3:5-Niederlage im Auswärtsspiel gegen Rot-Weiss Essen war sein einziges Saisonspiel. Während seiner Vereinszugehörigkeit gewann er mit der Mannschaft zweimal die Westdeutsche Meisterschaft. Aufgrund der Erfolge nahm Borussia Dortmund entsprechend an den Endrunden um die Deutsche Meisterschaft teil. 1948/49 bestritt er vier Endrundenspiele, darunter auch das Finale am 10. Juli 1949 im Stuttgarter Neckarstadion. Gegen den VfR Mannheim wurde das Spiel vor 92.000 Zuschauern mit 2:3 nach Verlängerung jedoch verloren.
Die Saison 1950/51 spielte er für den Ligakonkurrenten STV Horst-Emscher, für den er zehn Punktspiele bestritt. Eine im November 1950 erlittene schwere Meniskusverletzung zwang ihn, seine Karriere frühzeitig zu beenden.

## Erfolge
- Zweiter der Deutschen Meisterschaft 1949
- Westdeutscher Meister 1949, 1950